# Oliver Riedel
Oliver "Ollie" Riedel, född 11 april 1971 i Schwerin i dåvarande Östtyskland, är basgitarrist i det tyska metal-bandet Rammstein. Han spelade tidigare i bandet The Inchtabokatables.